# Jason Cruz
Jason Cruz (Zuid-Californië, 1974) is een Amerikaanse kunstenaar en zanger van de punkband Strung Out.
Geïnspireerd door de skatecultuur van de Amerikaanse westkust in de jaren 80 en 90 van de twintigste eeuw is Jason Cruz verantwoordelijk voor schetsen, schilderijen en foto's met vaak kleurrijke dames en wapens. Het artwork en design van Strung Outs albums zijn ook van zijn hand.
Jason Cruz is volgens fans en kenners ook begaafd in het maken van poëzie. Dit blijkt uit de bizarre songteksten van Strung Out en drie gedichtenbundels die hij heeft uitgebracht. 
Jason Cruz is momenteel woonachtig in Los Angeles. In juli 2010 kreeg Jason een dochter genaamd Sydney Echo Cruz.

## Discografie

### Strung Out
- Another Day in Paradise (1994)
- Suburban Teenage Wasteland Blues (1996)
- The Skinny Years...Before We Got Fat (1991)
- Twisted by Design (1998)
- The Element of Sonic Defiance (2000)
- An American Paradox (2002)
- Live In A Dive: Strung Out (2003)
- Exile In Oblivion (2004)
- Blackhawks Over Los Angeles (2007)
- Prototypes and Painkillers (2009)
- Agents of the Underground (2009)
- Transmission.Alpha.Delta (2015)

### T4 Project
- Story-Based Concept Album (2008)

### Jason Cruz and Howl
- Loungecore (2012)
- Good Man's Ruin (2014)